# OR14J1
OR14J1 (англ. Olfactory receptor family 14 subfamily J member 1) – білок, який кодується однойменним геном, розташованим у людей на короткому плечі 6-ї хромосоми. Довжина поліпептидного ланцюга білка становить 321 амінокислот, а молекулярна маса — 35 892.
| 10         |  | 20         |  | 30         |  | 40         |  | 50         |
| ---------- |  | ---------- |  | ---------- |  | ---------- |  | ---------- |
| MVNLTSMSGF |  | LLMGFSDERK |  | LQILHALVFL |  | VTYLLALTGN |  | LLIITIITVD |
| RRLHSPMYYF |  | LKHLSLLDLC |  | FISVTVPQSI |  | ANSLMGNGYI |  | SLVQCILQVF |
| FFIALASSEV |  | AILTVMSYDR |  | YAAICQPLHY |  | ETIMDPRACR |  | HAVIAVWIAG |
| GLSGLMHAAI |  | NFSIPLCGKR |  | VIHQFFCDVP |  | QMLKLACSYE |  | FINEIALAAF |
| TTSAAFICLI |  | SIVLSYIRIF |  | STVLRIPSAE |  | GRTKVFSTCL |  | PHLFVATFFL |
| SAAGFEFLRL |  | PSDSSSTVDL |  | VFSVFYTVIP |  | PTLNPVIYSL |  | RNDSMKAALR |
| KMLSKEELPQ |  | RKMCLKAMFK |  | L          |  |            |  |            |

A: Аланін

C: Цистеїн

D: Аспарагінова кислота

E: Глутамінова кислота

F: Фенілаланін

G: Гліцин

H: Гістидин

I: Ізолейцин

K: Лізин

L: Лейцин

M: Метіонін

N: Аспарагін

P: Пролін

Q: Глутамін

R: Аргінін

S: Серин

T: Треонін

V: Валін

W: Триптофан

Кодований геном білок за функціями належить до рецепторів, g-білокспряжених рецепторів, білків внутрішньоклітинного сигналінгу. 
Локалізований у клітинній мембрані, мембрані.